# Tetraspidium laxiflorum
Tetraspidium laxiflorum är en snyltrotsväxtart som beskrevs av John Gilbert Baker. Tetraspidium laxiflorum ingår i släktet Tetraspidium och familjen snyltrotsväxter. Inga underarter finns listade i Catalogue of Life.